# China's Next Top Model
China's Next Top Model (CNTM en China, y ChiNTM en algunos sitios web) es un reality chino basado en el formato original del programa estadounidense de telerrealidad America's Next Top Model.
Sichuan Satellite TV produjo las tres primeras temporadas. El programa se grababa en Shanghái y las audiciones se  desarrollan en varias ciudades del país —Shanghái, Pekín, Chengdu y Cantón—. El talenshow tuvo un total de cinco temporadas. Desde su estreno, el 13 de enero de 2008, hasta su cierra el 6 de agosto de 2015, Se grabaron un total de 56 episodios de 45 minutos de duración. El programa fue presentado por la supermodelo china Li Ai.

## Ciclos
| Ciclo | Esponsor   | Fecha de Estreno    | Ganadora     | Primera Finalista | Otras concursantes en orden de eliminación                                                                        | Número de concursantes | Destino |
| ----- | ---------- | ------------------- | ------------ | ----------------- | --- | ---------------------- | ------- |
| 1     | Pantene    | 13 de enero de 2008 | Angela Yin   | Michele Wang      | Wendy Liu, Sarah Bao, Aki Zhang, Tanya Zy, Diana Wu, Vivian Ma, Icy Zhu, Qian Yan                                 | 10                     | Macao   |
| 2     | Max Factor | 9 de enero de 2009  | Crystal Meng | Monica Mo         | Midi Zhang, Daisy Li, Nihil Hu, Lily Tan, Lily Anna, Stacey Zhang, Sasha Wang, Lydia He                           | 10                     | Ninguno |
| 3     | Wahaha     | 13 de junio de 2010 | Susanna Mao  | Claire Lam        | Candice Zhu, Barbara Sun, Yvette Zhao, Jasmine Shi, Eillan Chaochang, Yolanda Zhu, Jacqueline Huang, Melanie Wang | 10                     | Sichuan |